# Muzeul Județean de Artă Prahova „Ion Ionescu-Quintus”
Muzeul Județean de Artă Prahova „Ion Ionescu-Quintus” este un muzeu județean din Ploiești, amplasat în B-dul Independenței nr. 1 (O.P:1, C.P. 2). Găzduit într-o clădire monument istoric recent restaurată, muzeul deține valoroase lucrări de artă plastică românească (pictură din secolul al XIX-lea: Anton Chladek, Sava Henția, Mișu Popp, Gheorghe Tattarescu, Theodor Aman, Ioan Andreescu, Nicolae Grigorescu, și din secolul al XX-lea: Ștefan Luchian, Theodor Pallady, Gheorghe Petrașcu, Ion Țuculescu; sculptură: Frederic Storck, Oscar Han, Ion Jalea); grafică (Alexandru Steriadi, Ștefan Popescu, precum și alți artiști locali). Din 1929 până în 1956 a funcționat sub numele de Pinacoteca orașului Ploiești.
Clădirea ce găzduiește muzeul este monument istoric, cod LMI PH-II-m-A-16267.